# 红崖洞窟
红崖洞窟，位于中国青海省海东市乐都区碾伯镇大古城，为青海省市县级文物保护单位，公布日期为1987年6月23日，类型为石窟寺及石刻。
红崖洞窟的历史年代为魏、晋。